# Escut d'Espinelves

Escut usat anteriorment

L'escut oficial d'Espinelves té el següent blasonament:"Escut caironat: de sinople, tres espines d'argent. Per timbre, una corona de poble". Va ser aprovat el 24 de març de 2014 i publicat al DOGC el 3 d'abril del mateix any amb el número 6596.
Les espines són un senyal parlant que fa referència al nom del municipi, en referència a la possible etimologia del nom del poble, derivada del llatí tardà spinas albas, 'espines blanques'. De fet, aquest topònim ja apareix al segle X amb la forma Spinalbas. Fins a l'aprovació del nou escut oficial, l'Ajuntament en feia servir un amb els quatre pals i un cap d'atzur carregat d'una petxina d'argent.

## Bandera

Bandera d'Espinelves

La bandera oficial d'Espinelves té la descripció següent: Bandera apaïsada, de proporcions dos d'alt per tres de llarg, verd clar, amb les tres espines blanques de l'escut, cadascuna d'alçària 13/48 de la del drap i amplària 1/6 de la llargària del mateix drap, posades dues horitzontalment a dalt i separades per un espai d'1/6 de la mateixa llargària i la tercera a baix, centrada en relació amb les altres dues i separada d'aquestes per un espai d'1/12 de l'alçària del drap, tot el conjunt al centre. L'Ajuntament va iniciar l'expedient d'adopció de la bandera el 30 de maig de 2012, i aquesta va ser aprovada el 28 de novembre de 2016, i publicada en el DOGC núm. 7267 el 15 de desembre del mateix any. La bandera està basada en l'escut heràldic de la localitat, amb la incorporació les tres espines de color blanc en fons verd clar.